# Стјепан Ивановић
Стјепан Ивановић  (XV век) био је дубровачки сликар.

## Уметничко дело
Стјепан Ивановић био је ученик Л. Добријевића (1471 — 1477). Стјепан је 1478. насликао триптих за цркву светог Крижа у Пустјерни. 1485. обавезао се са С. Угриновићем и П. Огњановићем да наслика икону са ликовима шесторице светаца за стону цркву. 1486. радио је са С. Угриновићем полиптих за цркву светог Кузме и Дамјана у Ластову. 1488. обавезао се да наслика осам грбова Јерету Димитријевићу.